# الريد (شمال سيناء)
الريد إحدى قرى مركز نخل التابع لمحافظة شمال سيناء بجمهورية مصر العربية.